# Luna 1
Luna 1 (appelée aussi Lunik 1 ou Mechta) est une sonde spatiale soviétique lancée le 2 janvier 1959. C'est le premier engin spatial à passer à proximité de la Lune. La sonde devait effectuer des mesures dans l'espace interplanétaire puis s'écraser sur le sol lunaire. Mais elle rate sa cible et passe à environ 6 000 kilomètres de la Lune. Luna 1 est la première des sondes soviétiques du programme Luna d'exploration lunaire qui s'acheva en 1976. La sonde Luna 1 marque le début de l'exploration spatiale.

## Les caractéristiques de la sonde
La structure de la sonde, qui pèse 361 kilogrammes, est constituée d'une sphère hermétique de 1,21 mètre de diamètre en aluminium et magnésium dans laquelle sont enfermés les instruments scientifiques, les batteries électriques qui fournissent l'énergie du bord, un système de télémétrie ainsi que le système de communication avec le sol. La sphère est remplie d'azote qui contribue à maintenir la température à une valeur acceptable pour l'électronique. Luna 1 est dépourvue de tout système de propulsion. Les instruments comprennent un détecteur de micrométéorites, un compteur Geiger, un détecteur à scintillation, un magnétomètre mais aucune caméra. Cinq antennes sont situées sur un de ses hémisphères et les capteurs des instruments scientifiques dépassent à la surface de la sphère.

## Le déroulement de la mission
Le lancement de Luna 1 a lieu le 2 janvier 1959 depuis Baïkonour et constitue le premier lancement réussi du programme de sondes interplanétaires Luna. Le même jour, Luna 1 devint le premier objet créé par l'homme à atteindre la vitesse de libération de la Terre s'affranchissant ainsi de l'attraction terrestre. Pendant la traversée de la ceinture extérieure de Van Allen, les mesures effectuées par son scintillateur permettent de découvrir que celle-ci contient très peu de particules à haute énergie.
Le 3 janvier, à une distance de 113 000 km de la Terre, Luna 1 libère un nuage de sodium gazeux (1 kg) faisant de cette sonde la première comète artificielle. La traînée lumineuse orange ainsi créée, visible au-dessus de l'océan Indien et d'une luminosité comparable à une étoile de magnitude 6, a permis aux astronomes de suivre la sonde. Cela a également servi à observer le comportement du gaz dans l'espace. Luna 1 manque la surface de la Lune en s'en approchant à 5 995 km le 4 janvier après 34 heures de vol. Elle s'est ensuite mise en orbite autour du Soleil dans une région comprise entre la Terre et Mars devenant par là même, le 12 juillet 1959, le premier corps artificiel à orbiter autour du Soleil.

## Les résultats scientifiques
Les mesures effectuées pendant cette mission ont fourni de nouvelles données sur la ceinture de Van Allen et sur l'espace. Les deux découvertes principales de cette mission furent l'absence de champ magnétique détectable à proximité de la Lune et la présence du vent solaire dans l'espace interplanétaire.

## Caractéristiques de la mission
- Date de lancement : 2 janvier 1959 à 16 h 41 min 21 s (UTC) :
  - site de lancement : Tyuratam, Cosmodrome de Baïkonour (Kazakhstan) ;
  - lanceur : R-7 Semiorka modifié avec un étage supérieur de première génération.

- Orbite solaire :
  - périhélie : 0,9766 UA (1 UA = 149,597 871 × 106 km) ;
  - aphélie : 1,315 UA ;
  - inclinaison : 0,01° ;
  - excentricité : 0,14767.